# Aplington
Aplington es una ciudad situada en el condado de Butler en el estado estadounidense de Iowa. Según el censo de 2000 tenía una población de 1.054 habitantes.

## Historia
Aplington fue originalmente un fuerte o puesto avanzado del Ejército de los Estados Unidos hasta que resultó destruido por un incendio en 1885. Para ese entonces una pequeña población había crecido en sus cercanías y aunque su economía dependía fundamentalmente del servicio al fuerte, consiguió sobrevivir. La población mantuvo la denominación de Fuerte Aplington hasta 1925 en que tomó su nombre actual.

## Demografía
Según el censo de 2000, había 1.054 personas, 439 hogares y 302 familias residiendo en la localidad. La densidad de población era de 701,94 hab./km². Había 470 viviendas con una densidad media de 312,9 viviendas/km². El 99,53% de los habitantes eran blancos, el 0,09% asiáticos, y el 0,38% pertenecía a dos o más razas. El 0,19% de la población eran hispanos o latinos de cualquier raza.
Según el censo, de los 439 hogares, en el 27,3% había menores de 18 años, el 58,8% pertenecía a parejas casadas, el 7,3% tenía a una mujer como cabeza de familia, y el 31,2% no eran familias. El 30,1% de los hogares estaba compuesto por un único individuo, y el 19,4% pertenecía a alguien mayor de 65 años viviendo solo. El tamaño promedio de los hogares era de 2,28 personas, y el de las familias de 2,80.
La población estaba distribuida en un 22,6% de habitantes menores de 18 años, un 4,6% entre 18 y 24 años, un 23,1% de 25 a 44, un 19,2% de 45 a 64, y un 30,6% de 65 años o mayores. La media de edad era 45 años. Por cada 100 mujeres había 85,2 hombres. Por cada 100 mujeres de 18 años o más, había 81,3 hombres.
Los ingresos medios por hogar en la localidad eran de 32.440 dólares ($), y los ingresos medios por familia eran 41.711 $. Los hombres tenían unos ingresos medios de 31.354 $ frente a los 20.000 $ para las mujeres. La renta per cápita para la ciudad era de 17.527 $. El 8,9% de la población y el 6,8% de las familias estaban por debajo del umbral de pobreza. El 15,7% de los menores de 18 años y el 2,9% de los habitantes de 65 años o más vivían por debajo del umbral de pobreza.

## Geografía
Según la Oficina del Censo de los Estados Unidos, la localidad tiene un área total de 1,50 km², la totalidad de los cuales 1,50 km² corresponden a tierra firme.